# 豊島村 (秋田県)
豊島村（とよしまむら）は、1955年まで秋田県河辺郡（秋田県中部）に置かれていた村。
現在の秋田市河辺北野田高屋および秋田市河辺松渕、秋田市河辺戸島、秋田市河辺豊成、秋田市河辺畑谷。

## 歴史

### 沿革
戦国時代に豊島氏の城下町として形成された戸島（旧・野田高屋）は、江戸時代になると久保田城下を出発して羽州街道最初の宿駅となった。現在の戸島保育園のあたりに本陣が置かれていた。
- 1873年（明治6年） - 野田高屋村が戸島村に改称する。
- 1889年（明治22年）4月1日 - 町村制施行により、北野田高屋村および松淵村、戸島村、豊成村、畑谷村が合併し、河辺郡豊島村が誕生。村名は野田高屋の岩見川対岸の丘陵に豊島館（としまだて）を築いた豊島氏（としまし）及び河辺郡の旧称である豊島郡（としまぐん）に由来するが、村名の読みは豊島村（とよしまむら）。「豊」成と戸「島」の合成地名ではない。
- 1942年（昭和17年）4月1日 - 河辺郡和田町へ編入する。
- 1950年（昭和25年）7月1日 - 分立し再び豊島村が発足する。
- 1955年（昭和30年）3月31日 - 岩見三内村および和田町と合併し、河辺町となる。

## 教育

### 中学校
- 戸島中学校 - 昭和34年河辺町立和田中学校と統合し秋田市立河辺中学校（当時：河辺町立）となる。

### 小学校
- 戸島小学校 - 明治8年開校。現・秋田市立戸島小学校
- 黒沼小学校 - 明治18年戸島小学校分教室として設置。明治35年独立。昭和46年河辺町立和田小学校と統合し秋田市立河辺小学校（当時：河辺町立）となる。